# Samrukia
Samrukia – rodzaj dużego kręgowca o niejasnej pozycji filogenetycznej. Żył w późnej kredzie na terenach współczesnej Azji.
Został opisany przez Darrena Naisha i współpracowników (2012) na podstawie gałęzi żuchwy odkrytych w datowanych na santon lub kampan osadach formacji Bostobinskaja w Kyzyłordzie w Kazachstanie. Mierzą one 27,5 cm długości, co dowodzi dużych rozmiarów zwierzęcia. Autorzy uznali je za ptaka, nie byli jednak pewni, czy potrafił on latać – jeśli nie, prawdopodobnie osiągał rozmiary zbliżone do strusia, mogąc unosić głowę na niemal 2 m ponad ziemię. Holotyp i jedyny znany okaz wykazuje pewne cechy typowe dla owiraptorozaurów, takie jak koosyfikacja tylnych kości żuchwy, brak otworu nadkątowego i prawdopodobny brak zębów w kości zębowej. Zdaniem autorów Samrukia nie ma jednak wielu innych cech charakterystycznych dla owiraptorozaurów, wykazuje za to synapomorfie ptaków, co sugeruje, że cechy łączące ją z owiraptorozaurami są konwergentne. Na przynależność samrukii do ptaków wskazała również analiza filogenetyczna przeprowadzona przez autorów – według niej Samrukia należy do kladu Ornithuromorpha, w obrębie którego jej pokrewieństwo pozostaje niejasne, gdyż znajduje się ona w politomii z rodzajami Patagopteryx, Ichthyornis, Archaeorhynchus oraz kladami Neornithes, Hongshanornithidae i Yanornis + Yixianornis. Éric Buffetaut (2011) skrytykował jednak tę analizę, ponieważ nie uwzględniono w niej pterozaurów – jego zdaniem wszystkie cechy holotypu wskazują na przynależność samrukii właśnie do pterozaurów, a nie ptaków. Z Buffetautem zgodzili się również Awerianow (2014) oraz Awerianow i współpracownicy (2015). Awerianow (2014) wskazał na podobieństwa pomiędzy żuchwą samrukii a kecalkoatla, co sugeruje, że Samrukia należy do kladu Azhdarchidae. Według Awerianowa może być ona młodszym synonimem azdarchida Aralazhdarcho, znanego z osadów tej samej formacji z Szach Szach. Awerianow i in. (2015) również nie wykluczyli, że te dwa taksony faktycznie są synonimiczne, mimo dużej różnicy rozmiarów.
Nazwa rodzajowa Samrukia pochodzi od imienia Samruka – magicznego ptaka z kazachskiego folkloru, natomiast epitet gatunkowy gatunku typowego, nessovi, honoruje radzieckiego paleontologa Lwa Nessowa.